# 叶护
叶护（古突厥文： yabγu）是古代突厥、回纥等民族的官名。地位仅次于可汗。世袭，由可汗的子弟或宗族中的强者担任，被派往臣服部落出任首领。一般认为源自中亚地区游牧民族月氏与烏孙的官名－“翖侯”。翖侯这一称呼最早见于《史记·匈奴列传》：“赵信者，故胡小王，降汉，汉封为翖侯。”大月氏西迁阿姆河流域后，曾设五部翖侯，分治各地。葛逻禄与烏古斯人头人叫叶护。